# Hetman nadworny
Hetman nadworny – wysoki urzędnik królewski mianowany i odwoływany przez króla, obok hetmanów wielkich jeden z najwyższych urzędów w wojsku polskim i litewskim, funkcja ta przetrwała do początków panowania Stefana Batorego, w jej miejsce upowszechnia się funkcja hetmana polnego koronnego i litewskiego jako pomocników hetmanów wielkich na polu bitwy. Przed 1588, kiedy to wprowadzono stały urząd hetmana polnego koronnego, urząd hetmana nadwornego był z nim w zasadzie tożsamy.